# 巴宰族
巴宰族又稱巴則海族或拍宰海族，清代稱為「散毛番」，為台灣平埔原住民族之一。原居住在台中盆地，其中以岸裡社最為強大。清治時期漢人開墾中臺灣後，巴宰族迫遷苗栗縣三義鄉鯉魚潭週邊與南投縣埔里鎮愛蘭地區，埔里目前仍保有族語巴宰語及傳統文化。

## 歷史
巴宰族原本分布於今臺中市豐原區、神岡區、后里區附近較靠內陸一帶的區域，約略位置是以豐原為中心，北至大甲溪河岸，東到東勢角（今東勢區），南至潭仔墘（今潭子區），西則到達大肚山山麓的橫岡一帶。16世紀中，主要部落有岸裡社、烏牛欄社、朴仔籬社及阿里史社等四至五個社。

### 清治初期
1699年，岸裡社曾協助清朝「平定」吞霄社叛亂（吞霄社事件）。康熙54年（1715年），岸裡社歸附清政府，獲得大甲溪以南大片土地。
雍正元年（1723年）岸裡社第一任通事張達京，採「割地換水」方式獨資興建下埤圳。所謂的割地換水就是以地權換水權之意，即巴宰族用土地與漢人交換灌溉用水的事件。
雍正九年（1731年），清朝官吏對原住民指派勞役過多，引起原住民群起反抗，發生大甲西社抗清事件，清軍利用岸裡社「以番制番」，翌年被鎮壓下來，大肚王國翌年亦告瓦解。事件後中部平埔族勢力衰退、岸裡社崛起。

### 大規模遷移
在土地、金錢及利益的衝突下，阿穆家族與潘賢文發生衝突。1804年潘賢文率領部分道卡斯族、巴布拉族、巴布薩族、洪雅族、巴宰族人遷至宜蘭。1814年發生郭百年事件，埔里原住民勢力衰退。1823年，埔里的原住民邵族為求自保，邀請包括巴宰族在內的平埔族群遷入今南投縣埔里鎮。 咸豐年間，臺灣總兵吳光亮開山撫番時、在「埔裏六社輿圖說略」有載：「 …屯番中亦有散毛番者約千餘人…。」其中之「散毛番」乃指巴宰族，而散毛即蓬髮之義。

### 近代族群正名運動

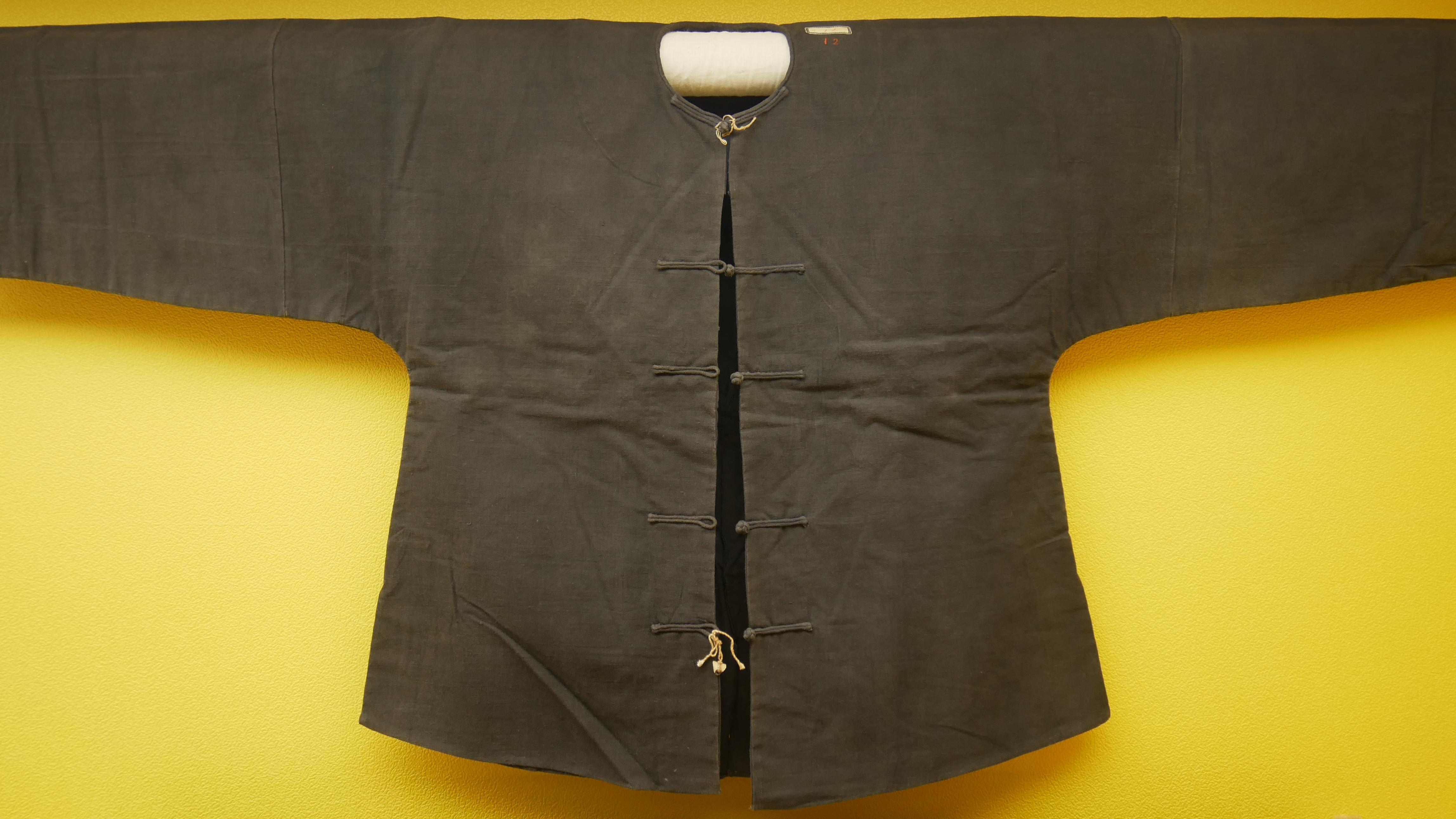
巴宰族岸裡社長袖上衣（國立臺灣博物館藏）

巴宰族人在近年也積極發起正名運動，希望獲得官方承認。大約20年前巴宰族人苗栗縣巴宰族群協會理事長潘英琦的大伯與父親潘大州即開始復名運動，近幾年來潘英琦等族人向中華民國原住民族委員會申請正名列入原住民族群，雖然因為資料不足而未能成功，仍表示不放棄正名的決心。
個別族群身份的認定，基本上可以直接去戶籍所在地的戶政事務所調閱日治時期所遺交下來的戶籍資料，在日治時期戶籍謄本上「種族」一欄有登錄種族別。「種族」一欄種族別依山地原住民、平地原住民、閩南人與客家人分別註記為：山地原住民註記為「生」（生蕃）、平地原住民註記為「熟」（為「熟蕃」，指平埔族）、福建祖籍的註記為「福」、廣東祖籍的註記為「粵」或「廣」。

## 語言

### 前殖民時代
十七世紀荷蘭殖民時代以前台灣原住民語言沒有任何書面記錄，因此只能用語言學的方法推測早期歷史。道卡斯語、巴布薩語、巴布拉語、洪雅語之間的關係較近，彼此從同一語言分化出來的時間可能不到1000年。巴宰語與這些語言的關係比較不清楚。與前四者相比，巴宰語與賽夏語的關係較近。因此巴宰語與賽夏語的共同祖語跟前四者的共同祖語彼此分化的時間又要更早。

### 近代以來
對於巴宰語的研究是從十九世紀開始的。最初幾位研究者是Steere(1873年)、伊能嘉矩(1897年)、小川尚義(1923年)。當時使用巴宰語的人還很多。Steere紀錄了詞彙表與28個句子。伊能嘉矩紀錄了一篇文本與一些詞彙。小川尚義紀錄的詞彙表較長，並且根據他所收集的句子，作出了初步的語法分析。伊能嘉矩與粟野傳之丞的《台灣蕃人事情》(1900年)指出巴宰族已漢化，但仍使用巴宰語，並將之劃入平埔族。 1960年代及1970年代的研究者包括土田滋(1969年)、費羅禮 Raleigh Ferrell(1970年)、李壬癸(1978年)。這個時候，巴宰語只剩下一些年紀較大的人還記得。土田滋紀錄了兩篇短的文本、兩篇長的文本、及大量詞彙。Ferrell紀錄了一些基礎詞彙、對話、及構詞型態。李壬癸紀錄了一些詞彙、一些文本，並做了初步的格記號系統的分析。 2010年5月時，巴宰語被聯合國教科文組織的《世界瀕危語言地圖》列為世界上最瀕危的18種語言之一，巴宰語當時在全球只有一位使用者的情況已維持多年。 對於這樣的說法，2010年5月南投縣巴宰族文化協會理事長潘文輝說，聯合國沒有深入調查，這樣的說法並不完全。這幾年來巴宰族人在專家學者的協助下，現在小孩加大人至少有10多人會說巴宰語，已經不是只有一位耆老會說族語的情況了。 2010年，潘金玉去世，巴宰語消亡。巴宰語目前並無第一語言使用者，但有語言復興運動。

### 語言瀕危
巴宰語面臨最嚴重的失傳問題，最後一位以巴宰語為母語的人士為2010年已故的愛蘭地區潘金玉女士，大部份巴宰族人被台灣福佬漢人同化。1914年出生的潘金玉，生前全力投入「巴宰語」的復甦運動。2001年潘金玉協助中央研究院語言學研究所李壬癸院士、及日籍學者土田滋編纂成《巴宰語詞典》，以及由族人王潘美玉自編小辭典《阿嬤阿都努的巴宰話語》。

2010年5月南投縣巴宰族文化協會理事長潘文輝說，這幾年來巴宰族人在專家學者的協助下，現在小孩加大人至少有10多人會說巴宰語，已經不是只有一位耆老會說族語的情況了。
然而，現今巴宰語已無第一語言使用者。目前南投埔里愛蘭教會每星期六上午都有在教授巴宰語。

## 文化

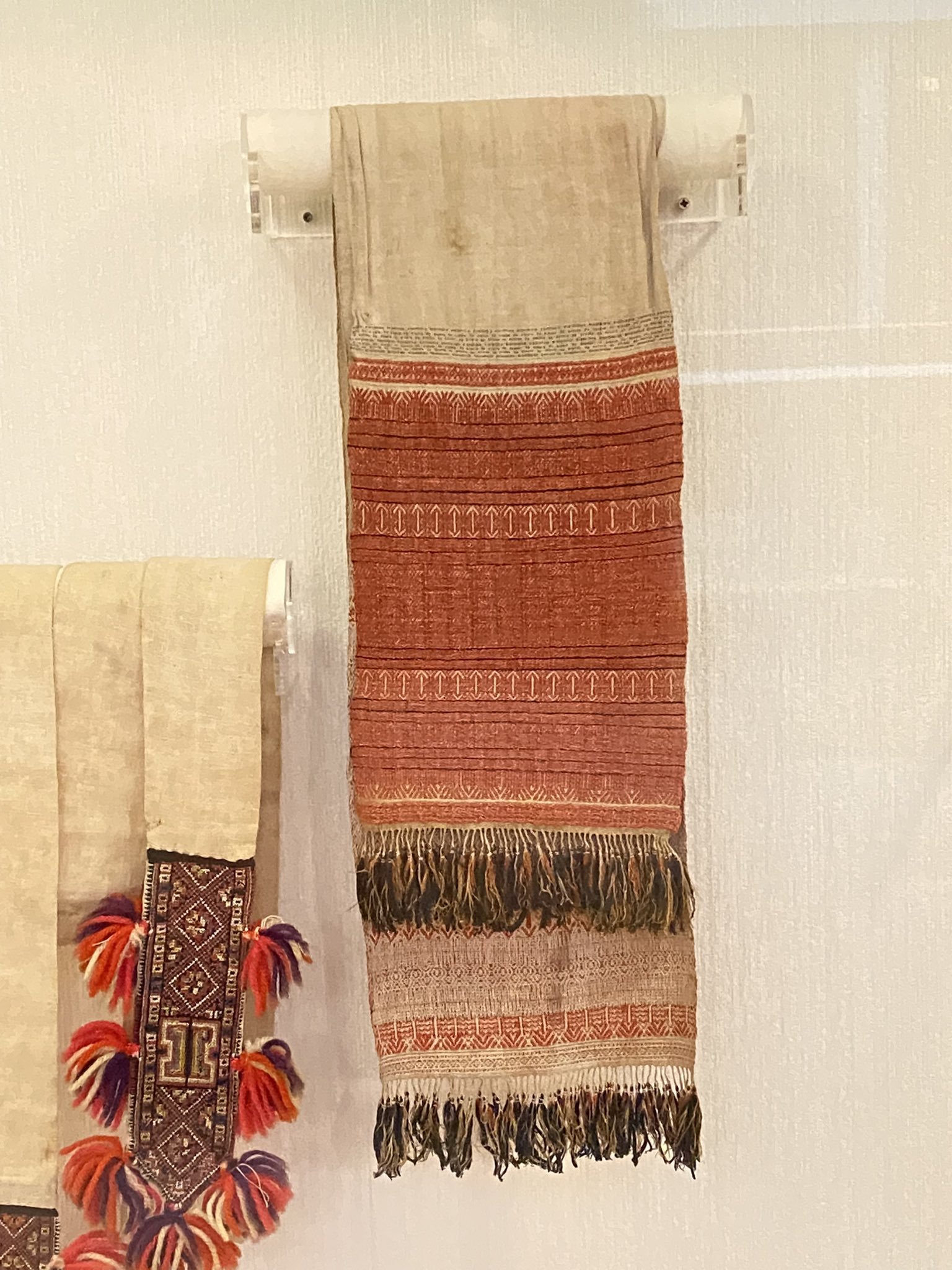
巴宰族烏牛欄社織花腰帶（國立臺灣大學人類學博物館藏）

### 紋面
清代彰化縣志中有這樣的記載是：「岸裏、掃栜、烏牛欄、阿里史、樸仔離番女繞唇胳皆刺之點，細細黛起，若塑像羅漢髭頭，共相稱美，又於文身之外，別為一種」，推測在過去有類似泰雅族的紋面文化。

### 唱歌
巴宰族唱名為a-yan的歌，使用場合都與神話、歷史、傳統文化相關，與生活中的娛樂歌曲無關，曲調也會依據場合而有所不同。

### 族系分支

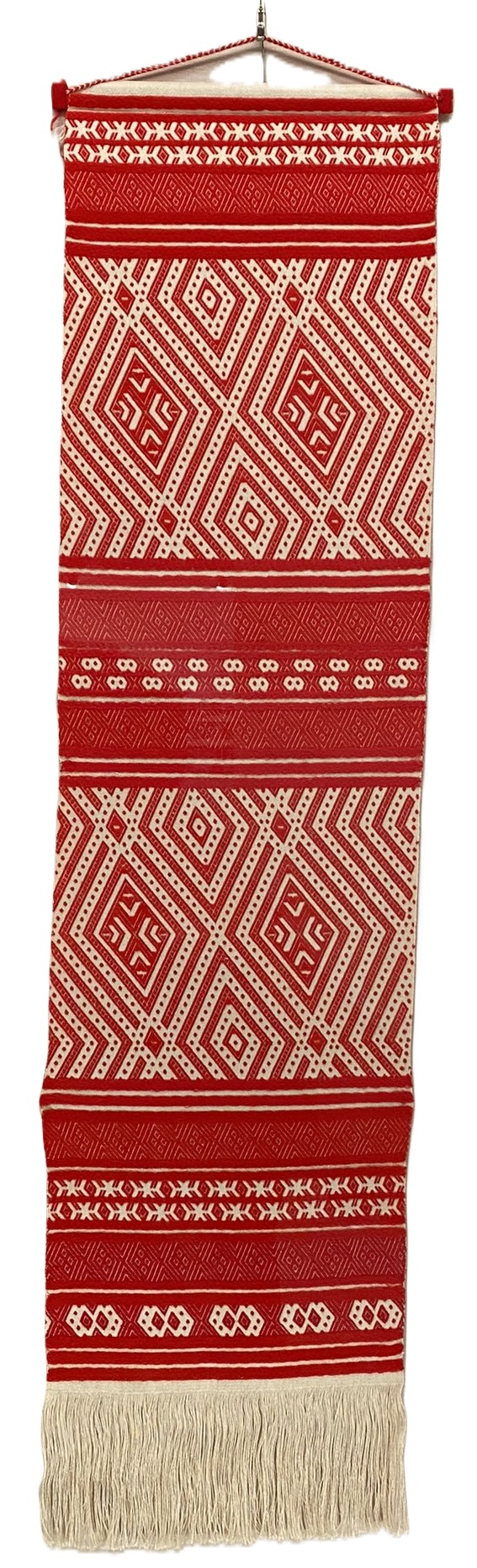
巴宰族或噶哈巫族走鏢旗(複製品)

巴宰族群屬台灣平埔原住民之一，族群外表的最大特徵是成年人的身高比一般台灣南島原住民來的高，約在170cm以上。巴宰族群又可分為巴宰族（Pazih）以及噶哈巫族（Kaxabu）。以地區分類而言，豐原以西為巴宰族，以東五社為噶哈巫族（朴仔籬社則屬噶哈巫族）。巴宰族人遷入埔里後，住在烏牛欄台地（愛蘭台地）多為巴宰族；居住於眉溪流域旁之眉溪四庄（牛眠山、守城份、大湳、蜈蚣崙）則為噶哈巫族。
兩族因為族語可互通及文化相近，故依據伊能嘉矩之分類仍把它歸為同一族。為了解決噶哈巫族和巴宰族的族名紛爭，賴貫一牧師希望以Abuan（阿霧安）這個名稱來整合二族。 最後一位以巴宰語為母語的人士為2010年已故的愛蘭地區潘金玉女士；眉溪四庄則為已故之潘郡乃先生之後裔潘英嬌女士、潘永歷先生及其他噶哈巫長老仍會使用噶哈巫語，甚至仍會唱噶哈巫古調「憶祖之歌」（ayan；愛煙）。
風潮唱片所出的巴宰族音樂〈巴宰族（噶哈巫族）Ayan之歌〉，即是音樂學者吳榮順從四庄採集得到。 噶哈巫族在埔里俗稱「眉溪四庄番」，正因為當地人承襲祖先驍勇善戰的精神。日治時期多為義勇軍，能與鄰近的泰雅族抗衡。故也在埔里流傳一句話「四庄正是番」。該族的過年稱為「番仔過年」或「姓潘的人過年」為農曆十一月十五左右舉行。並製作傳統食物「阿拉粿」，及舉辦「牽田」（mahalit）、「抓大魚」、「走標」（maazazuah）等族群傳統活動。

### 宗教信仰
1870年代長老教會透過醫療傳教將基督教帶給巴宰族人，成功改變他們的宗教信仰及傳統文化，其中關鍵人物為馬雅各、必麒麟、潘開山武干（被認為是最早的基督教徒），在烏牛欄社建立埔里愛蘭教會（原為烏牛欄禮拜堂），也在豐原大社建立第一間教堂。大湳教堂（由英國長老教會出資）、牛眠山同樣建有基督教，多以土磚建造，其屋頂採用瓦片。大社教會，1871年以「耶穌教會」名義開設教會，創辦者為馬雅各。教堂經過三次改建。第一次為1871年11月建土磚禮拜堂；第二次為1935年，關西大地震後，危建須拆除整修，重新整建第二座木造禮拜堂；第三次為慶祝設教一百周年，興建第三座禮拜堂。
愛蘭教會（烏牛欄教會），1871年以茅屋為禮拜聚會的場所。1873年李庥牧師到愛蘭教會建立第一間禮拜堂，同年因為信眾甚多，開設大湳、牛眠支會。1880年施大衛牧師監工，完成第二座禮拜堂。
牛眠教會，1873，李豹與潘迦包租房屋開設教會，由李豹為第一任傳教師。1906人數增多，興建第二所禮拜堂。1948二次大戰建築遭破壞，從建第三所禮拜堂。1969年重建教堂，為哥德式建築。 

在巴宰族的現存文化中，可從巫術的傳說中得知巴宰族的傳統宗教信仰，而在過年祭禮、喪葬儀禮中亦可發現漢族社會的身影。
巴宰族的傳統信仰，是以靈魂信仰作為基礎，有自己的神祇、祭禮、巫術（kaduxu）。現存神祇有最高神番神（apu dadawan）、始祖或番祖（bana kaisi,sabung kaisi）、水神（apu mao）、火神（apu kaiteh）、露水神（apu maikadamul）。仍有供奉這些神祇者，僅限信仰漢族民間信仰的巴宰族人，並將兩者合二為一。巴宰族人以使用法術者的善行與惡行，分為白與黑兩種巫術，番婆鬼便是他們用來代稱使用巫術的女巫。常以法術高強著稱。在歲時祭禮上有嘗新祭（農曆六七月）與牽田、走鏢等等。
早期巴宰族人與漢人互動非常密切，漢人的宗教信仰及日常生活等風土民情逐漸取代傳統祖靈信仰，在大多數巴宰族村落都建有漢族寺廟也會供奉福德正神以及媽祖等神祇。恆吉宮便是在同治十年（1871）由巴宰族多處社民共同捐資興建而成。而在蜈蚣崙地區，可見番太祖身穿滿漢服飾。

### 改變信仰
巴宰族在遷移自至埔里後，發生了著名的舉族改宗信仰基督教。1870年槍枝走火的意外，潘開山武干打獵時槍枝走火受傷，由馬雅各治好，痊癒後回族宣揚基督教，成為中部地傳教之先驅，讓福音初步傳入巴宰族。
巴宰族曾經有「官番」之稱，為何不是接受漢人民間信仰，而是舉族直接改信基督教必有其重要因素。分為三點，首先為長老會議的影響，巴宰族集體改信仰並非是一時一頭目之決定，而是經過一段時間的接觸與薰陶，認為基督教可帶來實質幫助，最終由頭目和長老決定全族改變信仰。再者，醫療的幫助，傳教士利用行醫的方式來傳教，不僅可以消彌族人對外人的敵意，拉近距離，也給予族人實質的幫助可增加信教的說服力。第三點便是族人對於漢人的仇恨已經到了極限，比起漢人對族人的欺壓，傳教士給族人熱心、大愛的正面觀感。藉由改信基督教對漢人作為意識的抗爭。

## 外部連結
- 黃, 美雯. . 平埔族研究. （原始内容存档于2015-11-14）.
- gonzoyeves. . 樂多日誌. 台灣音樂書寫團隊. 2013年12月7日. （原始内容存档于2014年2月22日）.
- 顏寶寶. . blogspot. lifebaby-home. 2013年11月9日. （原始内容存档于2014-05-24）.
- 中央研究院南島語數位典藏
- 中央研究院南島語數位典藏
- 中研院民族所數位典藏
- YouTube上的噶哈巫與巴宰族之差異
- YouTube上的找回巴宰語
- 鯉魚潭聚落 （页面存档备份，存于）
- 巴宰文化資訊網 （页面存档备份，存于）